# Марин Въжаров
Марин Николов Въжаров е български журналист и партизанин.

## Биография
Роден е на 29 януари 1911 година в град Кюстендил. Участва в Съпротивителното движение през Втората световна война. Между 1945 и 1946 година е главен редактор на списание Ведрина, а в периода 1949 – 1961 година и на вестник Народен спорт.